# Plavecký Peter
Plavecký Peter é um município da Eslováquia, situado no distrito de Senica, na região de Trnava. Tem 14,783 km² de área e sua população em 2019 foi estimada em 641 habitantes.

## Demografia
| Ano:        | 1994 | 2004   | 2014   | 2024   |
| ----------- | ---- | ------ | ------ | ------ |
| Broj ljudi: | 624  | 645    | 628    | 607    |
| Razlika:    |      | +3,36% | -2,63% | -3,34% |

| Ano:               | 2023 | 2024   |
| ------------------ | ---- | ------ |
| Número de pessoas: | 610  | 607    |
| Diferença:         |      | -0,49% |